# Banksia telmatiaea
Banksia telmatiaea är en tvåhjärtbladig växtart som beskrevs av Alexander Segger George. Banksia telmatiaea ingår i släktet Banksia och familjen Proteaceae. Inga underarter finns listade i Catalogue of Life.